# Powstanie leskie
Powstanie leskie – masowe wystąpienia ludności chłopskiej powiatu leskiego, przeważnie pochodzenia ruskiego, przeciwko władzom polskim w okresie od 21 czerwca do 9 lipca 1932 r.
Rebelia była wynikiem trudnej sytuacji miejscowych chłopów i kryzysu gospodarczego przełomu lat 20. i 30. (wielki kryzys) w II RP. Bezpośrednią przyczyną wybuchu powstania było aresztowanie 39 chłopów z Berehów Dolnych, którzy protestowali przeciwko nakazowi pracy bez wynagrodzenia przy budowie dróg w tej wsi. Wydarzenia w Berehach zmobilizowały chłopów z okolicznych wsi do wspólnego oporu przeciw władzom powiatowym.

## Geneza powstania
Opór ludności chłopskiej wziął swój początek od pomysłu Jana Potockiego z Rymanowa, który wymyślił ideę „świąt pracy”, czyli zorganizowanych prac na rzecz poprawy stanu dróg, mostów, szkół i innych obiektów użyteczności publicznej. W okolicach Rymanowa idea ta dość dobrze się przyjęła, ponieważ Potoccy od XIX w. objęli opieką m.in. ludność łemkowską z tamtego terenu.
Inaczej było jednak na terenie powiatu leskiego. Tu koncepcję „świąt pracy” chciał wprowadzać starosta leski Emil Wehrstein, który nie był już tak popularny wśród miejscowej ludności. W tym celu zaprosił Potockiego na spotkanie 19 czerwca 1932 r. w Ustrzykach Dolnych. Na spotkaniu tym powołano Komitet Organizacyjny, w skład którego weszli aktywiści – agitatorzy (w tym Polacy, Ukraińcy i Niemcy).
Następnym etapem miały być zebrania wiejskie – z których pierwsze miało się odbyć w Berehach Dolnych 21 czerwca 1932 r.
Na zebraniu do idei prac społecznych miał nakłonić chłopów agitator inż. Stefan Zięba. Zebrani przyjęli go bez entuzjazmu. Wówczas włączył się do dyskusji Mykoła Werbenec, syn unickiego proboszcza. Podważał on argumenty przedmówcy i on właśnie podniósł hasło, że nie chodzi tu o żadne „święta pracy”, a o przywrócenie pańszczyzny. Zebranie zamieniło się w awanturę. W pewnym momencie rozbito lampę naftową, która poraniła prelegenta. W tej sytuacji większość przybyłych na to zebranie przedstawicieli lokalnych władz uciekła. Chłopi z okrzykami przeciwko pańszczyźnie otoczyli miejsce zebrania, uzbrojeni w drągi, pałki i motyki. Doszło do starcia między inicjatorami zebrania a chłopami. Awantura w Berehach Dolnych zakończyła się zatrzymaniem przez policję 39 osób, w tym 4 kobiet.
Inna wersja podaje, iż przyczyną wybuchu powstania było to, że podczas poszerzania drogi w Bóbrce zaszła potrzeba przesunięcia kapliczki z 1848 r., upamiętniającej zniesienie pańszczyzny. Agitatorzy KPZU zdołali podburzyć chłopów plotką, iż panowie odkopują pańszczyznę i chcą ją ponownie przywrócić. Gdy tę wieść rozpowszechniono po okolicy, chłopi z Bóbrki i kilku sąsiednich wsi uzbrojeni w kosy, widły i siekiery ruszyli bronić swoich praw. Rozpędzili oni robotników drogowych, porozbijali posterunki policji i napadli na urzędników państwowych.
Aresztowanie chłopów dało sygnał do wybuchu powstania. W Berehach Dolnych, Łodynie, Teleśnicy Oszwarowej, Teleśnicy Sannej, Łobozewie Górnym i Dolnym i innych wsiach dzwony ze wszystkich cerkwi i kościołów wezwały chłopów do walki.

## Przebieg
Pierwszymi organizatorami zbrojnego oporu byli Piotr Madej, Stanisław Lenkiewicz, Władysław Nowicki, Mikołaj Małecki, Stanisław Drozd, Antoni Pacławski oraz Iwan Bucio. Przeciw oddziałom uzbrojonym w widły, siekiery, motyki i kosy ze wsi Łobozew Górny, Łobozew Dolny, Teleśnica Sanna oraz Teleśnica Oszwarowa ściągnięto posiłki policji oraz wojsko z Przemyśla. Doszło do pierwszego starcia 23 czerwca, po którym nastąpiły kolejne aresztowania.
W następnych dniach po wydarzeniach w Berehach Dolnych zaczęły się rozruchy w kolejnych wsiach bieszczadzkich – w Łobozewie około 2000 chłopów starło się z policją – zginęło 5 osób, lecz wieś znalazła się w rękach chłopów. Zajęto wkrótce Berehy Dolne. Znów policja wezwała chłopów do rozejścia, lecz bezskutecznie. Chłopi oświadczyli, że rozejdą się, gdy odejdzie policja. Wówczas komendant policji z Leska zapewnił, że będzie ona wycofana i rzeczywiście o wyznaczonej godzinie policja opuściła wieś. Był to podstęp, gdyż zluzowały ją inne oddziały. Chłopi rozbroili je, a policjantów uwięzili, co spowodowało, że starosta zaalarmował wojewodę lwowskiego.
Wzrost napięcia spowodował fakt, że wbrew udzielonym już w trakcie walk zapewnieniom starosty, zarządzono roboty publiczne na drogach w Łobozewie, Teleśnicy Sannej i Teleśnicy Oszwarowej.
W wyniku pierwszych starć do Ustjanowej przybyły dwie kompanie 2 Pułku Strzelców Podhalańskich z Sanoka, oddziały policji konnej i pieszej z Przemyśla, Sambora, Sanoka i Lwowa, pododdziały szkoły policyjnej w Mostach Wielkich, oraz eskadra lotnicza.
Ze strony chłopskiej do walki włączyły się kolejne wsie z powiatu leskiego, dobromilskiego, sanockiego i turczańskiego.
Powstańcy stoczyli z wojskiem i policją cztery bitwy pod Łobozewem, Teleśnicą Oszwarową oraz Bóbrką. Słabo uzbrojeni powstańcy ulegli oddziałom wyposażonym w karabiny maszynowe i wycofali się na południe. W konsekwencji powstańcy zaczęli stosować taktykę partyzancką. Doszło ponownie do kilku większych starć na zalesionych pagórkach, jednak siły pacyfikacyjne konsekwentnie parły na południe.
W wyniku starć śmierć poniosło kilkanaście osób, a kilkaset odniosło poważne rany. Łącznie aresztowano od 260 do 800 osób z prawie wszystkich wsi powiatu leskiego. W powstaniu wzięło czynny udział ok. 5 tys. osób z 19 wsi.

## Proces

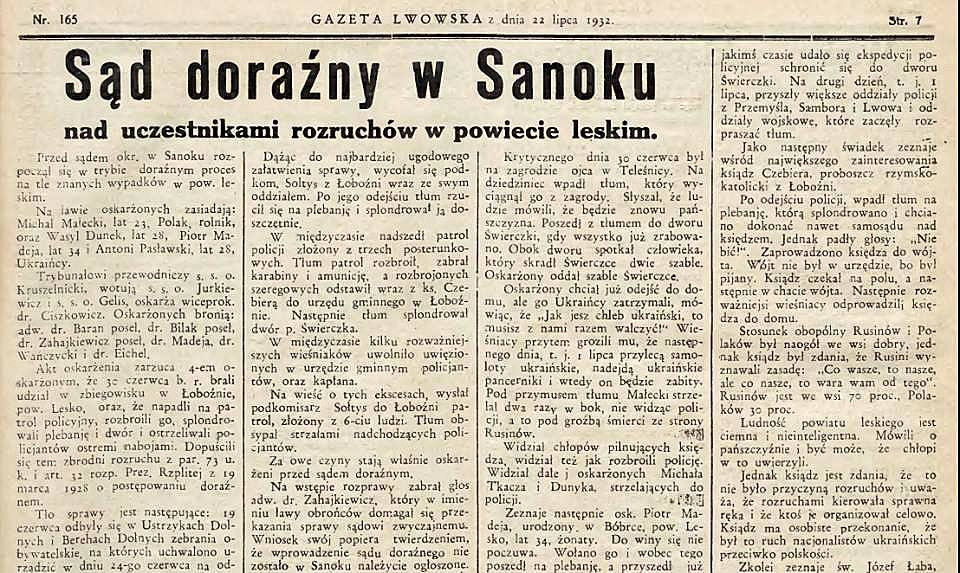
Sąd doraźny w Sanoku, „Gazeta Lwowska”, 1932

Przed Sądem Okręgowym w Sanoku w 1932 r. toczył się proces chłopów z powiatu leskiego, oskarżonych o zbrodnię rozruchów i użycie przemocy wobec władzy bezpieczeństwa. Osadzeni w sanockim areszcie zostali: przywódca buntu Wasyl Dunyk oraz prowodyrzy rozruchów, Rusini: Piotr Madej, Andruszko Wasławski i jedyny Polak, Michał Małecki. Przewodniczącym trybunału był sędzia Zygmunt Kruszelnicki, zaś oskarżycielem prokurator Władysław Ciszkowicz; jako obrońcy trzech pierwszych występowali ukraińscy posłowie Stepan Bilak, Wołodymyr Zahajkewycz, Stepan Baran (ponadto zgłosili się Andrzej Madeja, Wasyl Bławacki, Stepan Wanczycki). Wyrokiem sądu trzej oskarżeni zostali skazani na karę śmierci, po czym do Sanoka przyjechał celem wykonania kary kat Stefan Maciejewski. Prezydent RP Ignacy Mościcki skorzystał wówczas z prawa łaski, wskutek czego egzekucje nie odbyły się.

## Odniesienia
W historiografii okresu PRL-u rozruchy w powiecie leskim były określane mianem powstania ludowego. W 1964 r. w Bóbrce postawiono pomnik upamiętniający tragiczne wydarzenia.
Pisarz Kalman Segal w swojej powieści pt. Nad dziwną rzeką Sambation, napisanej w 1955 r. i wydanej w 1957 r., zawarł odniesienia do powstania leskiego.